# 빈찬욱
빈찬욱(1996년 11월 10일 ~ )는 대한민국의 배우이다.

## 학력
- 세종대학교 영화예술학과

## 출연작

### 드라마
- 《메스를 든 사냥꾼》 (U+모바일tv, 2025년) - 박석우 역
- 《뉴토피아》 (쿠팡플레이, 2025년) - 곽계영 역
- 《이번 생도 잘 부탁해》 (KBS2, 2022년) - 찬혁 역
- 《너에게 가는 속도 493KM》 (KBS2, 2022년) - 오선수 역
- 《멀리서 보면 푸른 봄》 (KBS2, 2021년) - 김정범 역
- 《18 어게인》 (JTBC, 2020년) - 기용 역
- 《바람과 구름과 비》 (TV조선, 2020년) - 이재면 역

### 영화
- 《핸섬가이즈》(2024년) - 용준 역